# Portos de Galicia
Portos de Galicia és un ens públic gallec adscrit a la Conselleria del Mar que administra els ports que depenen de la Xunta de Galicia.

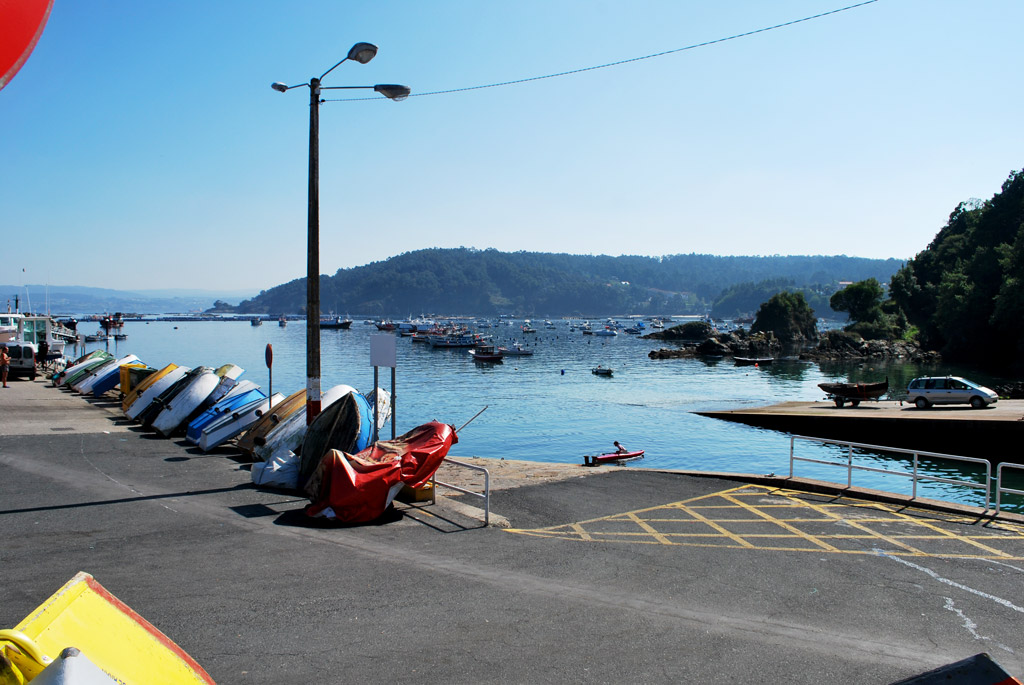
Port de Lorbé, al municipi d'Oleiros

Va començar les seves activitats el 1996 i gestiona, conserva i explota el desenvolupament dels 122 ports i instal·lacions portuàries de Galícia, en els quals es desenvolupen activitats pesqueres, marisqueres, comercials i esportives.
A Galícia existeixen sis ports d'interès general que són gestionats per cinc autoritats portuàries: Ferrol-San Cibrao, la Corunya, Marín, Vigo i Vilagarcía, que depenen directament del Ministeri de Foment.
Pablo Crespo va ser vocal de Portos de Galicia i va renunciar al càrrec el 2003, però només va ser apartat d'aquesta administració el 2006. Des de juliol de 2011, el president del consell d'administració n'és Jose Juan Durán Hermida, exvicepresident de la Diputació de Pontevedra i exsecretari d'Organització del PP. És el successor de José Manuel Álvarez Campana.